# Ermioni
Ermioni  este un oraș în Grecia în Prefectura Argolida.